# Knotentanz
Beim Knotentanz (auch: Friesenrock, seltener Kurbeltanz) handelt es sich um einen Paartanz mit Ähnlichkeit zum Discofox. Entstanden ist er in den 1970er Jahren. Beim Friesenrock handelt es sich um einen Tanz, der – im Gegensatz zu den meisten anderen Tanzstilen – keine feste Schrittfolge hat, sondern bei dem der Fokus hauptsächlich auf den Armen liegt. Zu dem sehr einfachen Grundschritt lassen sich viele verschiedene Figuren tanzen. Beliebt ist er vor allem in Studentenverbindungen, der Oberschicht, Offiziers- und Adelskreisen im deutschsprachigen Raum, in letzteren zum Teil auch noch in Dänemark. Ansonsten ist der Friesenrock eher unbekannt.

## Geschichte
Der Knotentanz entstand in Deutschland in den 1970er Jahren aus dem französischen Rock à quatre temps, einer Abwandlung des Rock ’n' Rolls und wurde hauptsächlich in adeligen Kreisen und Studentenverbindungen getanzt.
Der Rock à quatre temps entstand in den 1950er Jahren in Frankreich und wird dem Tanzlehrer Jacques Bense zugeschrieben. Bense entwickelte aus dem klassischen Rock ’n’ Roll, der ursprünglich auf sechs Schläge getanzt wurde, eine vereinfachte Form mit vier Schlägen. Diese Variante verbreitete sich vor allem in Frankreich, Belgien und England. Wie in Deutschland ist er dort vor allem in der Oberschicht – in den sogenannten Rallyes (privat organisierte, regelmäßige Tanzabende für Jugendliche zwischen 15 und 18) –sowie unter den Studenten der Grandes Écoles verbreitet. Typisch ist, dass sich in verschiedenen Regionen voneinander unabhängige Stile mit jeweils unterschiedlichen Schwerpunkten entwickelten, etwa in Versailles, Paris oder Lyon.
In Tanzschulen konnte man ihn in Deutschland damals nicht lernen, sondern brachte sich den Tanz und die Figuren wie zuvor in Frankreich gegenseitig bei. Anfang der 1980er Jahre organisierte eine Frau von Friesen unter anderem einen Knotentanzkurs für Jugendliche im Bonner Raum, wodurch der Name „Friesenrock“ als Synonym entstand. Er gehört nicht zum Standardrepertoire einer Tanzschule, dennoch gibt es inzwischen einige Tanzschulen, die den Knotentanz unterrichten.

## Musik
Man kann den Friesenrock zu fast jeder Musikrichtung tanzen, besonders häufig werden die 80er, 90er und Charts genutzt.

## Grundschwung
Im Gegensatz zu den meisten Tänzen, die man an Tanzschulen lernen kann, wird der Takt nicht durch eine festgelegte Schrittfolge gehalten. Der Herr führt die Dame mit der linken Hand, welche er im Takt mitschwingt. Zur Musik bewegen sich beide aufeinander zu und wieder auseinander und legen die freien Handflächen aufeinander, wenn sie sich nahe sind. Aus diesem Grundschwung lassen sich zahlreiche Figuren tanzen.

## Trivia
Eine Münchner Tanzschulenbesitzerin verklagte eine andere Münchner Tanzschule, da diese ebenfalls den Friesenrock unterrichtete. Die Frau behauptete, den Friesenrock in den 1990er Jahren erfunden und seitdem weiterentwickelt zu haben. Das Gericht gab der beklagten Tanzschule Recht, da diese darlegte, dass die Klägerin den Tanz zwar weiterentwickelt, aber nicht erfunden habe. Auch der Begriff „Friesenrock“ verletze die Marke nicht.